# Koloman Sović
Koloman Sović (22 de julho de 1899 — 23 de janeiro de 1971) foi um ciclista iugoslavo.
Representando a Iugoslávia, Sović competiu na prova individual e por equipes do ciclismo de estrada nos Jogos Olímpicos de Verão de 1924, disputadas na cidade de Paris, França.